# Józef Marcin Gąsecki
Józef Marcin Gąsecki herbu Bożawola (zm. przed 7 czerwca 1748 roku) – podstarości i sędzia grodzki bełski w 1747 roku, skarbnik bełski od 1744 roku, pisarz grodzki grabowiecki w 1736 roku.
Poseł na sejm 1744 roku z województwa bełskiego.